# Liste der Bodendenkmale in Ahrensfelde
Die Liste der Bodendenkmale in Ahrensfelde enthält alle Bodendenkmale der brandenburgischen Gemeinde Ahrensfelde und ihrer Ortsteile auf der Grundlage der Landesdenkmalliste vom 31. Dezember 2021.
Die Baudenkmale sind in der Liste der Baudenkmale in Ahrensfelde aufgeführt.
| Gemarkung                      | Flur     | Kurzansprache | Bodendenkmalnummer | Bemerkung | Bild |
| ------------------------------ | -------- | --- | ------------------ | --------- | ---- |
| Ahrensfelde (Lage)             | 3        | Siedlung Eisenzeit, Siedlung Steinzeit                                                                                             | 40495              |           |      |
| Ahrensfelde (Lage)             | 3, 4     | Siedlung römische Kaiserzeit, Siedlung Eisenzeit                                                                                   | 40496              |           |      |
| Ahrensfelde (Lage)             | 3        | Dorfkern deutsches Mittelalter, Dorfkern Neuzeit                                                                                   | 40497              |           |      |
| Ahrensfelde (Lage)             | 3        | Siedlung Urgeschichte | 40499              |           |      |
| Ahrensfelde, Blumberg (Lage)   | 4, 5     | Siedlung Bronzezeit, Siedlung Eisenzeit                                                                                            | 40498              |           |      |
| Blumberg (Lage)                | 5        | Siedlung Bronzezeit, Siedlung Eisenzeit, Siedlung slawisches Mittelalter                                                           | 40558              |           |      |
| Blumberg (Lage)                | 2        | Siedlung slawisches Mittelalter | 40559              |           |      |
| Blumberg (Lage)                | 3, 4, 19 | Schloss Neuzeit, Einzelfund slawisches Mittelalter, Kirche deutsches Mittelalter, Altstadt Neuzeit, Altstadt deutsches Mittelalter | 40560              |           |      |
| Blumberg (Lage)                | 5        | Siedlung Urgeschichte | 40561              |           |      |
| Blumberg (Lage)                | 6        | Gräberfeld Bronzezeit | 40562              |           |      |
| Blumberg (Lage)                | 3        | Siedlung Neolithikum, Einzelfund slawisches Mittelalter                                                                            | 40563              |           |      |
| Blumberg (Lage)                | 16       | Siedlung Urgeschichte | 40564              |           |      |
| Blumberg (Lage)                | 3        | Siedlung Urgeschichte, Einzelfund deutsches Mittelalter                                                                            | 40565              |           |      |
| Blumberg (Lage)                | 5        | Siedlung Urgeschichte | 40566              |           |      |
| Blumberg (Lage)                | 7, 8     | Befestigung Frühgeschichte | 40567              |           |      |
| Blumberg (Lage)                | 19       | Befestigung Frühgeschichte | 40568              |           |      |
| Blumberg (Lage)                | 18       | Siedlung Urgeschichte | 40569              |           |      |
| Blumberg (Lage)                | 19       | Gräberfeld Bronzezeit | 40570              |           |      |
| Blumberg (Lage)                | 9        | Siedlung Urgeschichte | 40571              |           |      |
| Blumberg (Lage)                | 1, 11    | Siedlung Steinzeit, Siedlung Bronzezeit, Gräberfeld Bronzezeit                                                                     | 40572              |           |      |
| Blumberg, Seefeld (Lage)       | 2, 7, 1  | Einzelfund deutsches Mittelalter, Siedlung römische Kaiserzeit, Siedlung slawisches Mittelalter                                    | 40557              |           |      |
| Eiche (Lage)                   | 2        | Siedlung Urgeschichte, Siedlung Eisenzeit                                                                                          | 40579              |           |      |
| Eiche (Lage)                   | 1, 2     | Dorfkern deutsches Mittelalter, Siedlung Urgeschichte, Siedlung römische Kaiserzeit, Dorfkern Neuzeit, Siedlung Eisenzeit          | 40580              |           |      |
| Eiche (Lage)                   | 1        | Siedlung slawisches Mittelalter | 40581              |           |      |
| Eiche (Lage)                   | 1, 2     | Siedlung römische Kaiserzeit, Siedlung Bronzezeit                                                                                  | 40582              |           |      |
| Eiche (Lage)                   | 2        | Siedlung Eisenzeit, Siedlung römische Kaiserzeit                                                                                   | 40583              |           |      |
| Eiche (Lage)                   | 1        | Siedlung Ur- und Frühgeschichte | 40584              |           |      |
| Eiche (Lage)                   | 1        | Siedlung Ur- und Frühgeschichte | 40585              |           |      |
| Eiche (Lage)                   | 2        | Siedlung Neolithikum | 40586              |           |      |
| Eiche (Lage)                   | 2        | Siedlung Eisenzeit | 40587              |           |      |
| Eiche (Lage)                   | 2        | Siedlung Bronzezeit | 40588              |           |      |
| Eiche (Lage)                   | 3        | Siedlung römische Kaiserzeit, Siedlung Eisenzeit, Siedlung Urgeschichte                                                            | 40589              |           |      |
| Lindenberg (Lage)              | 3        | Siedlung Bronzezeit | 40636              |           |      |
| Lindenberg (Lage)              | 6        | Siedlung Bronzezeit, Siedlung slawisches Mittelalter, Siedlung römische Kaiserzeit                                                 | 40638              |           |      |
| Lindenberg (Lage)              | 6        | Siedlung römische Kaiserzeit | 40639              |           |      |
| Lindenberg (Lage)              | 2, 3     | Siedlung Bronzezeit | 40641              |           |      |
| Lindenberg (Lage)              | 4, 5     | Dorfkern deutsches Mittelalter, Dorfkern Neuzeit, Siedlung Bronzezeit                                                              | 40642              |           |      |
| Lindenberg, Schwanebeck (Lage) | 6, 7     | Siedlung Urgeschichte | 40640              |           |      |
| Mehrow (Lage)                  | 2        | Siedlung Bronzezeit, Siedlung slawisches Mittelalter, Gräberfeld Bronzezeit                                                        | 40649              |           |      |
| Mehrow (Lage)                  | 4        | Gräberfeld Bronzezeit | 40650              |           |      |
| Mehrow (Lage)                  | 1, 2, 3  | Dorfkern deutsches Mittelalter, Siedlung Urgeschichte, Dorfkern Neuzeit                                                            | 40651              |           |      |
| Mehrow (Lage)                  | 2        | Siedlung Bronzezeit | 40652              |           |      |
| Mehrow (Lage)                  | 6        | Siedlung Eisenzeit, Siedlung Steinzeit, Siedlung römische Kaiserzeit, Siedlung Bronzezeit                                          | 40764              |           |      |
| Mehrow (Lage)                  | 5, 6     | Siedlung Eisenzeit, Siedlung römische Kaiserzeit                                                                                   | 40765              |           |      |
| Mehrow (Lage)                  | 6        | Siedlung Urgeschichte | 40766              |           |      |
| Mehrow (Lage)                  | 5        | Siedlung Urgeschichte | 40767              |           |      |
| Mehrow (Lage)                  | 5        | Siedlung Urgeschichte | 40781              |           |      |